# Vyžlovka
Vyžlovka (německy Wischlowka) je obec v okrese Praha-východ ve Středočeském kraji. Rozkládá se asi 31 kilometrů jihovýchodně od centra Prahy a deset kilometrů východně od města Říčany. Žije zde 799 obyvatel.
Ve vsi se nachází venkovní koupaliště Vyžlovka, pizzerie, restaurace, samoobsluha, dvě zastávky autobusu, čistička odpadních vod, fotbalové hřiště a tenisové kurty. Severozápadně od obce se nachází rozhledna Skalka, zbudovaná v letech 2011–2012, ze které je možno vidět České středohoří, Ještěd či Krkonoše.
Kolem Vyžlovky se nacházejí tři rybníky na Jevanském potoce. Největší je Vyžlovský rybník na jih od obce s koupalištěm. Menší je Pařez na západním okraji vsi a nejmenší Nohavička na jihu.

## Historie
První písemná zmínka o obci pochází z roku 1358.

## Přírodní poměry
Do výběžku katastrálního území jižně od Vyžlovského rybníka zasahuje část národní přírodní rezervace Voděradské bučiny.

## Obyvatelstvo
| Rok            | 1869 | 1880 | 1890 | 1900 | 1910 | 1921 | 1930 | 1950 | 1961 | 1970 | 1980 | 1991 | 2001 | 2011 | 2021 |
| -------------- | ---- | ---- | ---- | ---- | ---- | ---- | ---- | ---- | ---- | ---- | ---- | ---- | ---- | ---- | ---- |
| Počet obyvatel | 299  | 351  | 397  | 463  | 446  | 459  | 518  | 550  | 661  | 602  | 553  | 449  | 452  | 688  | 797  |
| Počet domů     | 38   | 53   | 60   | 65   | 78   | 88   | 120  | 207  | 190  | 178  | 180  | 268  | 288  | 261  | 376  |

## Obecní správa

### Územněsprávní začlenění
Dějiny územněsprávního začleňování zahrnují období od roku 1850 do současnosti. V chronologickém přehledu je uvedena územně administrativní příslušnost obce v roce, kdy ke změně došlo:
- 1850 země česká, kraj Pardubice, politický i soudní okres Černý Kostelec[7]
- 1855 země česká, kraj Praha, soudní okres Černý Kostelec[7]
- 1868 země česká, politický okres Český Brod, soudní okres Černý Kostelec[7]
- 1869 země česká, politický okres Český Brod, soudní okres Černý Kostelec, obec Louňovice[8]
- 1921 země česká, politický okres Český Brod, soudní okres Černý Kostelec[8]
- 1939 země česká, Oberlandrat Kolín, politický okres Český Brod, soudní okres Kostelec nad Černými lesy[9]
- 1942 země česká, Oberlandrat Praha, politický okres Český Brod, soudní okres Kostelec nad Černými lesy[10]
- 1945 země česká, správní okres Český Brod, soudní okres Kostelec nad Černými lesy[11]
- 1949 Pražský kraj, okres Český Brod[12]
- 1960 Středočeský kraj, okres Kolín[13]
- 2007 Středočeský kraj, okres Praha-východ[14]

### Obecní symboly
Znak a vlajka byly obci uděleny rozhodnutím předsedy Poslanecké sněmovny Parlamentu České republiky dne 18. dubna 2014.

## Společnost
Ve vsi Vyžlovka (518 obyvatel) byly v roce 1932 evidovány tyto živnosti a obchody: obchod s cukrovinkami, 3 hostince, kapelník, klempíř, kolář, kovář, krejčí, obuvník, pekař, obchod s lahvovým pivem, 2 řezníci, 6 obchodů se smíšeným zbožím, spořitelní a záložní spolek pro Vyžlovku, 2 trafiky, 2 truhláři, obchod se zemskými plodinami.

## Doprava
Obcí prochází silnice I/2 v úseku Říčany – Vyžlovka – Kutná Hora a silnice III třídy:
- III/11312 Štíhlice - Vyžlovka
- III/33316 Vyžlovka - Kostelec n/Č. l.
- III/33317 Vyžlovka - Jevany

Železniční trať ani stanice na území obce nejsou.
Jezdí zde příměstské autobusy Pražské integrované dopravy, linka 381 (P.Háje - Kutná Hora.aut.st.), 382 (P.Háje - Sázava.aut.st.), 387 (P.Háje - Uhlířské Janovice,Nám.), linky 381 a 387 zastavují v zastávce „Vyžlovka“ a jedou směr Praha či Kostelec a linka 382 odbočuje ve Vyžlovce na zastávku „Vyžlovka“ a „Vyžlovka, Hotel Praha“ odkud jede přes Jevany do Sázavy. Všechny tyto linky provozuje společnost ČSAD Polkost.

## Další fotografie

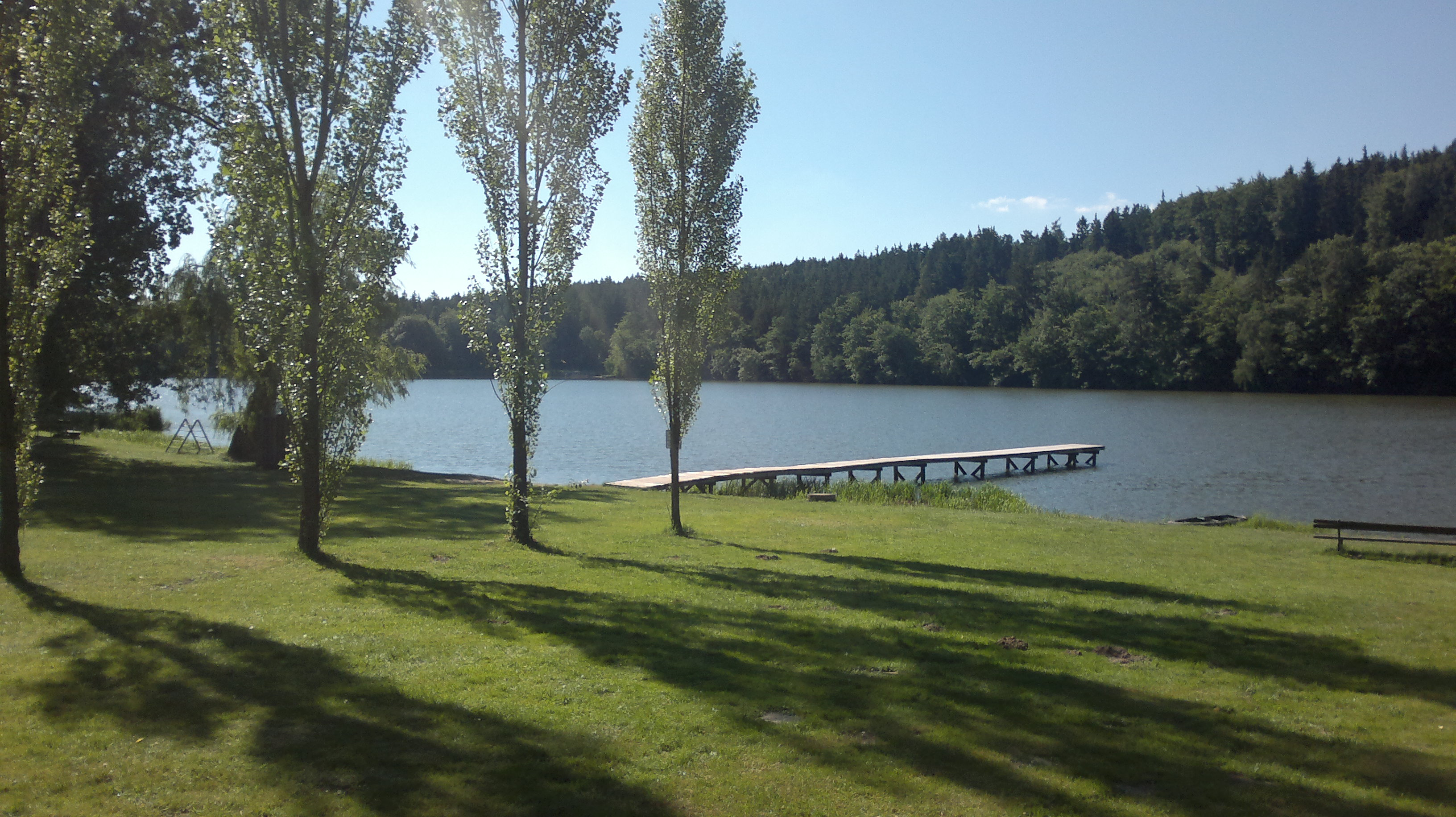
Koupaliště Vyžlovka
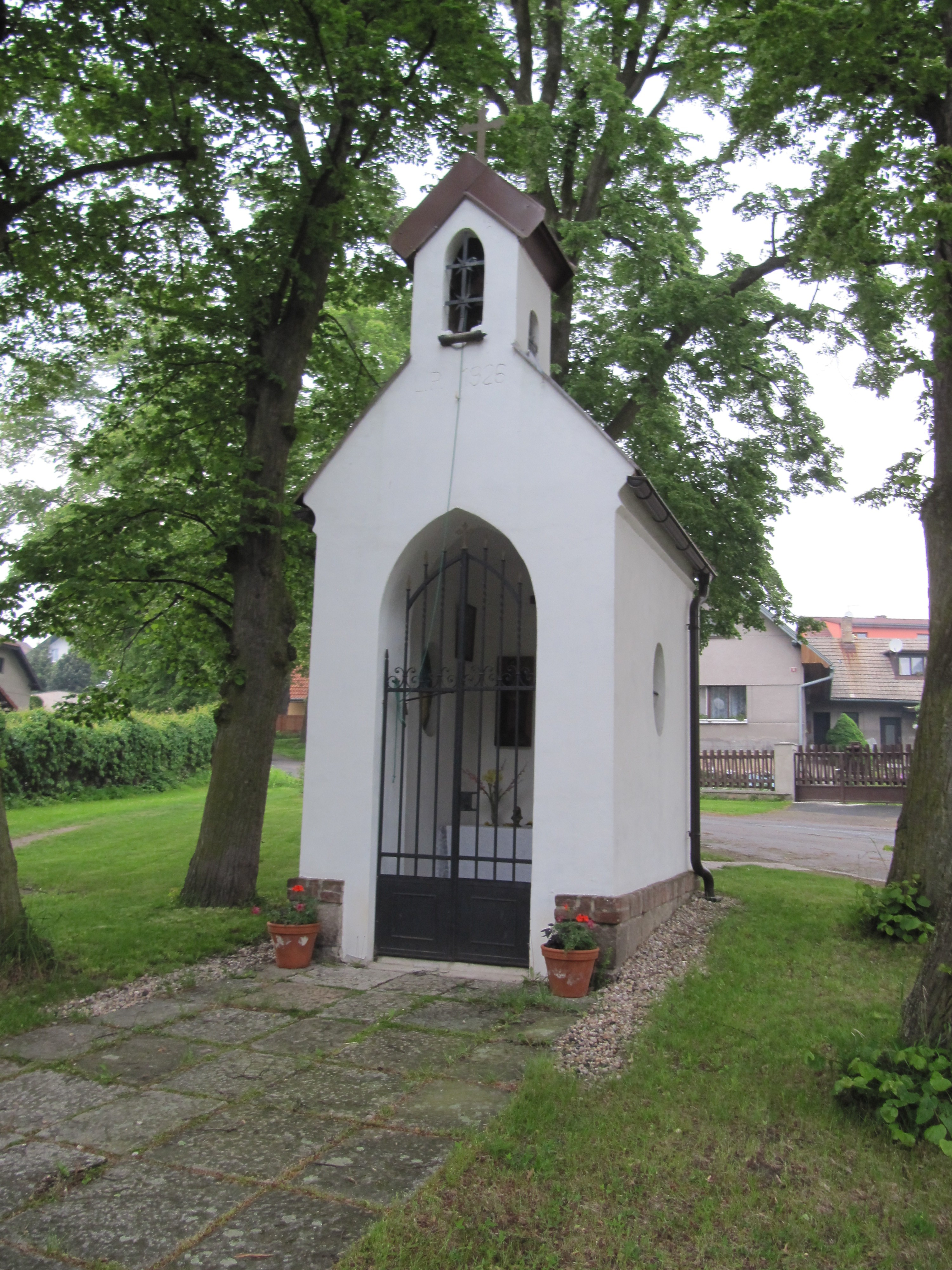
Kaplička sv. Václava
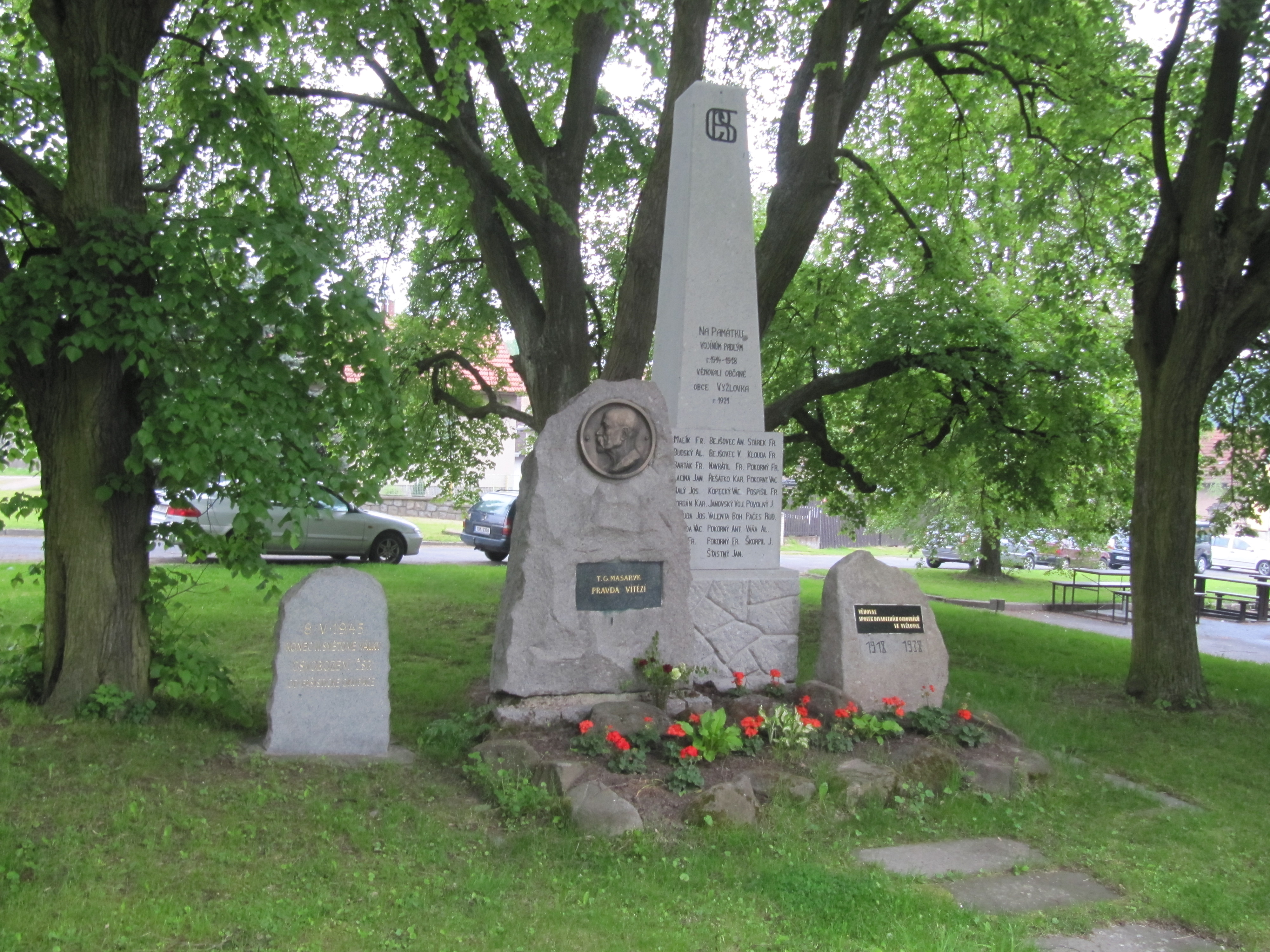
Pomník obětem první a druhé světové války
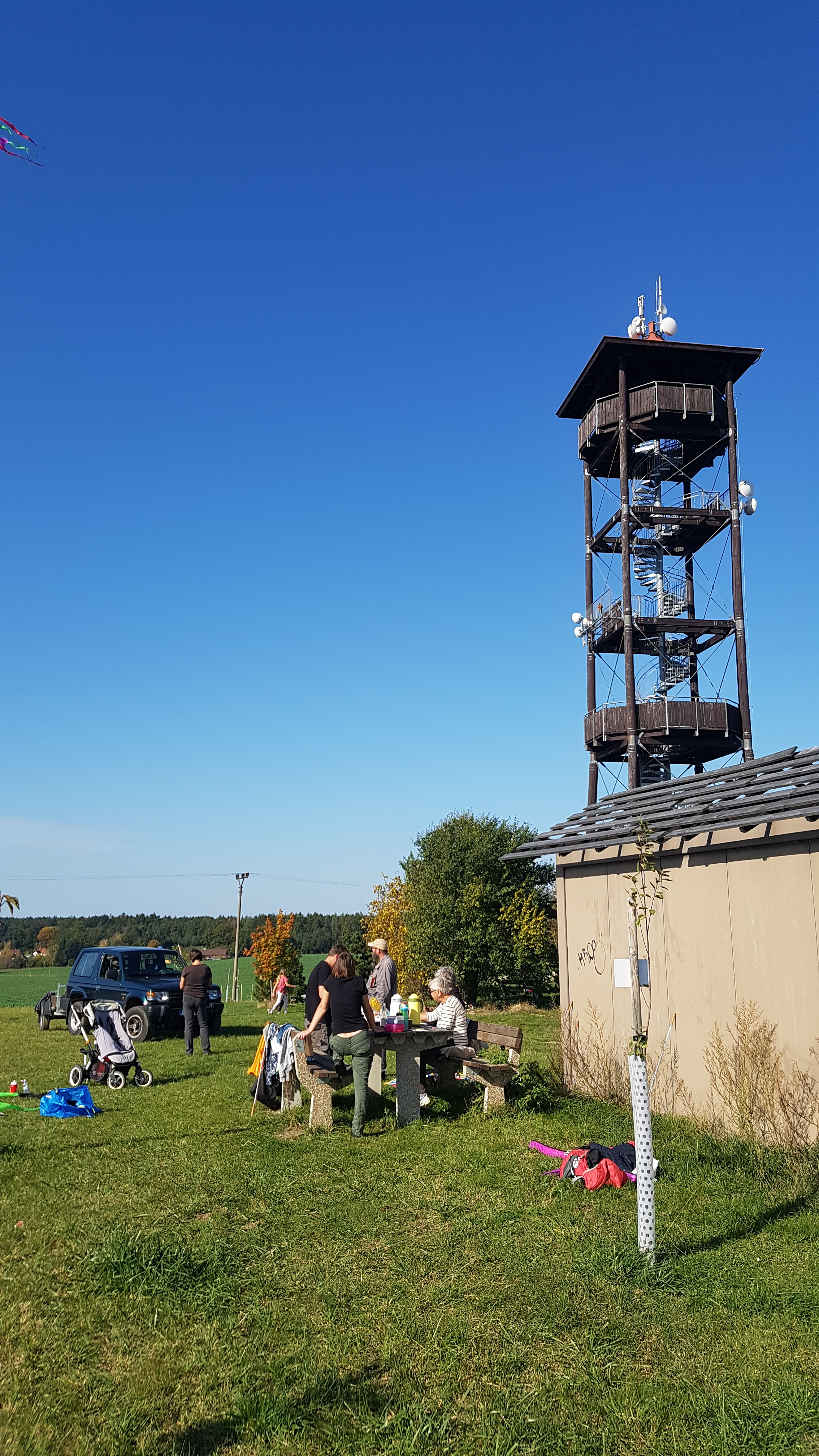
Rozhledna Skalka, drakiáda 2019